# Rahi Peak
Der Rahi Peak ist ein 1830 m hoher und markanter Berg im ostantarktischen Viktorialand. In den Kukri Hills ragt er zwischen den Kopfenden des Moa- und des Goldman-Gletschers auf.
Das New Zealand Geographic Board benannte ihn 1998 nach dem maorischen Wort für „groß“.